# Thuốc chẹn alpha-1
Thuốc chẹn alpha-1 (còn gọi là thuốc ức chế alpha-adrenergic) gồm nhiều loại thuốc làm giảm tác dụng của thụ thể alpha-1-adrenergic. Chúng chủ yếu được sử dụng để điều trị u xơ tuyến tiền liệt (BPH), tăng huyết áp và rối loạn căng thẳng sau chấn thương. Các thụ thể adrenergic Alpha-1 xảy ra trong cơ trơn mạch máu, hệ thần kinh trung ương và các mô khác. Khi các thuốc chẹn alpha liên kết với các thụ thể này trong cơ trơn mạch máu, chúng gây ra sự giãn mạch.
Trong 40 năm qua, một loạt các loại thuốc đã được phát triển từ thuốc đối kháng alpha-1 không chọn lọc đến thuốc đối kháng chọn lọc alpha-1 và chất chủ vận đảo ngược alpha-1. Loại thuốc đầu tiên được sử dụng là thuốc chẹn alpha không chọn lọc, có tên là phenoxybenzamine và được sử dụng để điều trị BPH. Hiện nay, một số chất đối kháng alpha-1 tương đối chọn lọc có sẵn. Kể từ năm 2018, Prazosin là thuốc chẹn alpha-1 duy nhất được biết là hoạt động như một chất chủ vận đảo ngược ở tất cả các phân nhóm thụ thể adrenergic alpha-1; trong khi tamsasmin là chất đối kháng chọn lọc cho tất cả các phân nhóm alpha-1. Thuốc đóng vai trò là chất đối kháng chọn lọc ở các phân nhóm thụ thể adrenergic alpha-1 cụ thể cũng đã được phát triển.

## Sử dụng trong y tế

### U xơ tuyến tiền liệt
U xơ tuyến tiền liệt  (BPH) là một tuyến tiền liệt bị phình to. Thuốc chẹn Alpha-1 là loại thuốc được sử dụng phổ biến nhất để điều trị BPH. Thuốc chẹn Alpha-1 là phương pháp điều trị đầu tiên cho các triệu chứng của bệnh HA ở nam giới. Doxazosin, terazosin, alfuzosin và tamsulosin đều đã được thiết lập tốt trong điều trị để giảm các triệu chứng đường tiết niệu dưới (LUTS) do tăng sản tuyến tiền liệt lành tính. Chúng đều được cho là có hiệu quả tương tự cho mục đích này. Thuốc chẹn alpha-1 thế hệ đầu tiên, như Prazosin không được khuyến cáo để điều trị các triệu chứng đường tiết niệu dưới vì tác dụng hạ huyết áp của chúng. Thế hệ thứ hai và thứ ba được khuyến khích mặc dù. Trong một số trường hợp, thuốc chẹn alpha-1 đã được sử dụng trong liệu pháp kết hợp với thuốc chẹn 5-alpha. Dutasteride và tamsulosin được bán trên thị trường dưới dạng liệu pháp kết hợp và kết quả đã cho thấy rằng chúng cải thiện các triệu chứng đáng kể so với đơn trị liệu.

### Cao huyết áp
Thuốc chẹn Alpha-1 được sử dụng như là phương pháp điều trị thứ hai cho huyết áp cao. Chúng không được coi là tốt như điều trị đầu tay vì có những tác nhân chọn lọc khác, mặc dù chúng có thể tốt cho điều trị nam giới bị tăng huyết áp và HA. Doxazosin đã cho thấy cải thiện các triệu chứng của HA ở người già và giảm huyết áp cùng một lúc. BPH rất phổ biến ở nam giới trên 60 tuổi và tăng huyết áp. Terazosin cũng an toàn và hiệu quả để sử dụng chống tăng huyết áp và HA nhưng là thế hệ đầu tiên trong khi doxazosin là thuốc chẹn alpha-1 thế hệ thứ hai.

### Rối loạn căng thẳng sau sang chấn (PTSD) và ác mộng
Rối loạn căng thẳng sau sang chấn là một tình trạng vô hiệu hóa có thể được gây ra sau một số loại chấn thương đe dọa tính mạng. Chứng này phổ biến ở những người lính kỳ cựu đã trải qua một số loại chấn thương. Prazosin thường được sử dụng làm hạ huyết áp nhưng do hoạt động adrenergic alpha-1 của Prazosin, hoạt động đó có liên quan đến phản ứng sợ hãi và giật mình. Prazosin đã được thành lập như một chất đối kháng thụ thể adrenergic alpha-1 hoạt động hiệu quả và an toàn. Thuốc này có thể được sử dụng để chống lại những cơn ác mộng chấn thương, rối loạn giấc ngủ và PTSD mãn tính.